# Eriophorum rousseauianum
Eriophorum rousseauianum är en halvgräsart som beskrevs av Louis-Florent-Marcel Raymond. Eriophorum rousseauianum ingår i släktet ängsullssläktet, och familjen halvgräs. Inga underarter finns listade i Catalogue of Life.